# Franck Allatin
Franck Sylvestre Allatin, né en 1980 à Abidjan, est un prélat catholique ivoirien. Il est l'ancien recteur de la basilique Notre-Dame-de-la-Paix de Yamoussoukro.

## Biographie
Franck Allatin naît en 1980 dans la ville d'Abidjan.
Il suit des études de commerce à l’Institut national polytechnique Félix Houphouët-Boigny avant de rejoindre la société de l'Apostolat catholique chez les frères Pallottins.

## Recteur de la basilique Notre-Dame-de-la-Paix
Franck Allatin est nommé recteur de la basilique Notre-Dame-de-la-Paix de Yamoussoukro le 28 janvier 2017 et prend ses fonctions le 15 février de la même année. Il remplace Stanislaw Skuza et devient ainsi le premier recteur ivoirien de la basilique. 
Franck Allatin loue l'action de Félix Houphouët-Boigny, premier président ivoirien, qui a impulsé la création de la basilique.
Le 17 décembre 2018, il reçoit le prix d’honneur de l’émergence de la part de L’observatoire africain pour la promotion de la bonne gouvernance à Gagnoa.
En 2020, Franck Allatin estime que la basilique nécessite une rénovation. Il appelle à des investissements pour moderniser le lieu de culte. À l'occasion de Noël, la même année, Franck Allatin envoie un message d'unité à ses compatriotes.
Il reçoit l'ambassadeur israélien.